# Allium siphonanthum
Allium siphonanthum är en amaryllisväxtart som beskrevs av Jie Mei Xu. Allium siphonanthum ingår i släktet lökar, och familjen amaryllisväxter. Inga underarter finns listade i Catalogue of Life.